# Bataille de Karnal
 (mars 2019).
Si vous disposez d'ouvrages ou d'articles de référence ou si vous connaissez des sites web de qualité traitant du thème abordé ici, merci de compléter l'article en donnant les références utiles à sa vérifiabilité et en les liant à la section « Notes et références ».
La bataille de Karnal se déroula à 110 km au nord de Delhi (Inde) en 1739 et se solda par une défaite cuisante pour l'armée moghol de Muhammad Shâh.
Il semblerait que l'armée indienne ait eu recours durant cette bataille à des éléphants de guerre dressés pour utiliser des lames placées sur leur trompe.

## Déroulement du combat

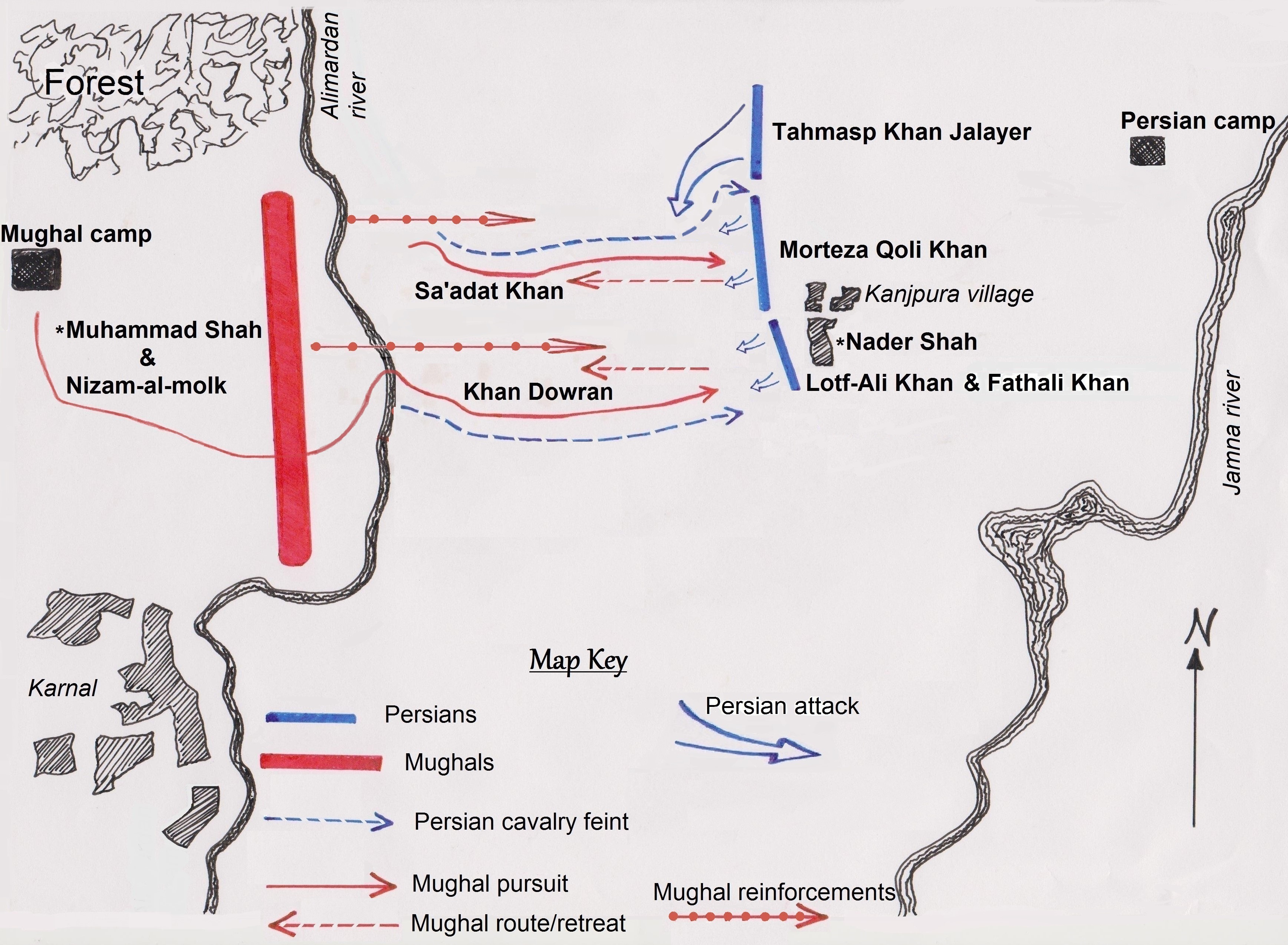
Plan de la bataille de Karnal.

Nâdir Châh aurait disposé sur la première ligne de son armée des chameaux chargés avec des réserves de pétrole. Une fois le combat engagé, il aurait ordonné d'enflammer ces réserves, ce qui aurait eu pour conséquence de faire charger les chameaux vers les lignes adverses et d'effrayer la ligne d'éléphants adverse qui aurait écrasé au passage une partie de l'armée indienne. En renversant leur chargement, les chameaux aurait aussi contribué à la déroute de l'armée indienne. Un tel récit reste du domaine de la légende, aucune preuve historique n'ayant pu jusqu'ici en attester.

## Bilan de la bataille

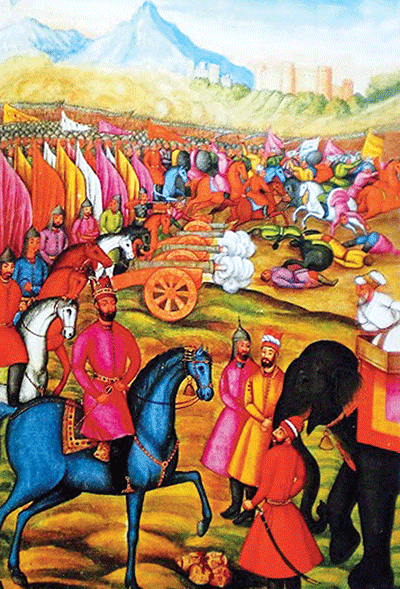
Illustration de la reddition de Muhammad Shâh, après l'embuscade de Kanjpura, amené ligoté sur son éléphant à Nâdir Châh.

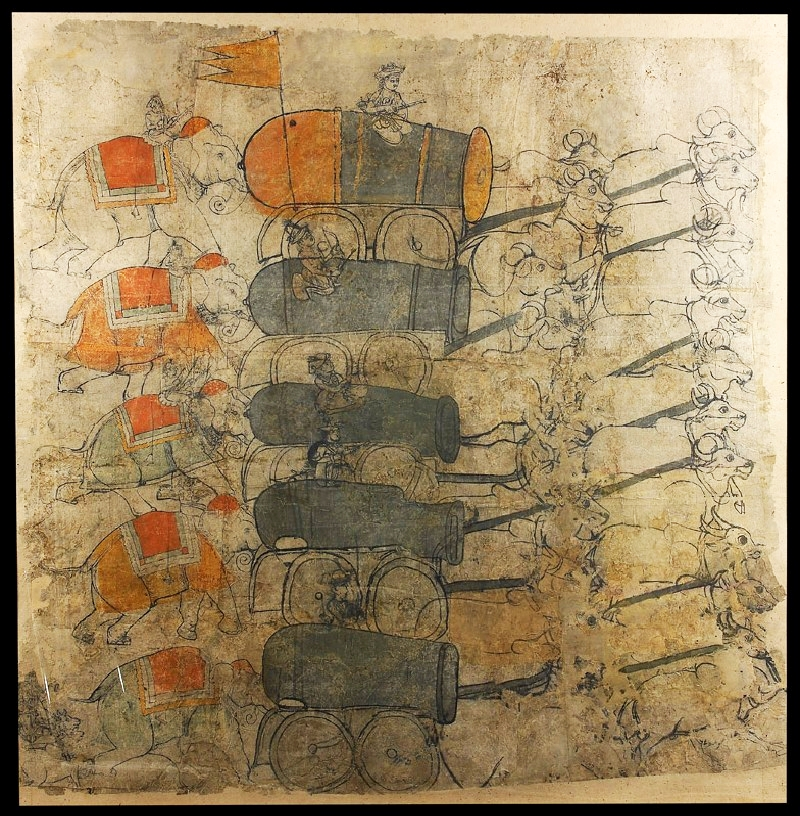
Éléphants poussant des canons tirés par des bœufs (fragment de dessin du XVIIIe siècle).

En moins de trois heures, les Perses causèrent des pertes élevées dans les rangs moghols, le reste de leur armée battant en retraite de façon désorganisée. Muhammad Shâh fut capturé par les Perses, et Nâdir Châh put entrer dans Delhi avec cet otage de marque, moins de deux semaines après la bataille.